# Stowarzyszenie Kulturotwórcze Nie z tej Bajki
Stowarzyszenie Kulturotwórcze Nie z tej Bajki – organizacja pozarządowa założona w 2007 roku w Ostrowcu Świętokrzyskim z inicjatywy artystów, twórcy kultury, lokalnych pasjonatów. Stowarzyszenie stawia sobie za cel dbanie o zachowanie wielokulturowej hutniczej historii Ostrowca Świętokrzyskiego. Od kilku lat prowadzi projekt ożywienia postindustrialnego terenu Huty Ostrowiec, między innymi poprzez realizację projektu „Kolacja na Hucie”. We wrześniu 2013 otworzono na tym terenie Pracownię Otwartą „Kontrola Jakości” – przestrzeń, która stała się miejscem dla pracowników, artystów, warsztatów, wystaw.
Stowarzyszenie gromadzi materiały archiwalne dotyczące historii Ostrowca Świętokrzyskiego w XX wieku.

## Projekty
„Kolacja na Hucie” – inicjatywa artystyczno-społeczna realizowana od 2007 roku na terenie XIX-wiecznej Huty w Ostrowcu Świętokrzyskim. Podczas kolacji uczestnicy realizują własne projekty artystyczne (koncert, performance, projekcje filmów i wizualizacji). Do roku 2013 odbyło się siedem edycji „Kolacji na Hucie”, a w kwietniu 2012 w warszawskiej Galerii Kordegarda zaprezentowano fotografie dokumentujące 5 lat trwania akcji. Autorami zdjęć byli: Sylwia Domańska, Maciej Dzikliński, Krzysztof Herman, Jakub Kasznia, Marek Kucharski, Łukasz Kwietniewski, Maciej Łepkowski, Kasia Nocuń, Agnieszka Połaniecka, Roberto Rivas Caravaca, Jakub Słomkowski, Tomasz Zugaj;
„Szkoła Sztuki” – projekt edukacyjny, na który składają się: kurs rysunku, malarstwa i historii sztuki dla młodzieży oraz zajęcia pobudzające kreatywność dla dzieci;
„Tyle sztuki w całym mieście” – akcja społeczna mająca na celu ochronę i upowszechnianie wiedzy o ostrowieckiej sztuce w przestrzeni miasta;
Mobilna przestrzeń kultury – cykl wydarzeń dotyczących historii i kultury żydowskiej (wystawa, warsztaty plastyczne, spacer po żydowskim Ostrowcu), realizowany wspólnie z Muzeum Żydowskim Galicja;
„Szmul Muszkies – fotograf profesjonalny” – wystawa oraz książka autorstwa Wojciecha Mazana, dokumentujące ostrowczan lat 30. XX wieku w zakładzie fotograficznym „Rembrandt”;
„Pozdrowienia z Ostrowca” – zestawienie pocztówek Ostrowca Świętokrzyskiego z czasów PRL-u ze współczesnymi fotografiami autorstwa Wojciecha Mazana;
Cykl sześciu wystaw w Pracowni Otwartej „Kontrola Jakości” – wystawy realizowane od kwietnia do grudnia 2015, mające na celu promocję twórczości ostrowieckich artystów: „Amo, amare” fotografie Stanisława Górnego, „Operacja” Moniki Smyły, „Pusty ciężar” Kornela Janczego, „Roygbiv” Karola Kisiela, „Horror metaphysicus” Grzegorza Firmantego, „To miasto śpi” (różni autorzy);
Festiwal sztuk przeróżnych Cyrki Nowe – festiwal interdyscyplinarny pokazujący sztuki cyrkowe, formy teatralne, kabaretowe, muzykę, sztuki plastyczne.